# عروس چاکی
عروس چاکی (انگلیسی: Bride of Chucky) فیلمی در ژانر اسلشر، کمدی رمانتیک، کمدی ترسناک، نقیضه، و ترسناک به کارگردانی رانی یو است که در سال ۱۹۹۸ منتشر شد و این چهارمین فیلم از مجموعه فرنچایز بازی بچگانه می‌باشد.

## خلاصه داستان
هشدار، محتوای ناخوشایند
پس از اتفاقات قسمت سوم فردی بنام تیفانی ولینتاین، معشوقه سابق و همدست قاتل زنجیره‌ای چارلز لی ری، به یک افسر پلیس رشوه می‌دهد تا قسمت‌های تکه‌تکه شده یک عروسک good guy را که روح چارلز در آن زندگی می‌کرد از یک قفسه شواهد به او بدهد. اما تیفانی به محض گرفتنش افسر را می‌کشد، تیفانی با اعتقاد به اینکه روح چارلز هنوز در عروسک زندگی می‌کند، تکه‌های عروسک را به هم بخیه و منگنه می‌زند و مراسم وودویی را که ده سال قبل روح ری را در داخل عروسک القا کرده بود، دوباره اجرا می‌کند.
اگرچه به نظر می‌رسد طلسم او شکست خورده است، چاکی زنده می‌شود در همین حین فردی بنام دیمین دوست جدید تیفانی به ملاقاتش می‌آید و خبر می‌دهد که فردی را به قتل رسانده پس از چند اتفاق دیگر چاکی او را می‌کشد، تیفانی حلقه‌ای را به چاکی تقدیم می‌کند که او در شب کشته شدنش پشت سر گذاشته بود، و او معتقد بود حلقه نامزدی است، وقتی چاکی توضیح می‌دهد که هرگز قصد ازدواج با تیفانی را نداشته است تیفانی او را در یک قفس حبس می‌کند و با عروسکی شبیه عروس به او می‌دهد. چاکی از قفس فرار می‌کند و تیفانی را با برق گرفتگی در وان حمام به قتل می‌رساند.
سپس روح او را به عروسک عروس منتقل می‌کند و می‌گوید که باید یک طلسم جادویی را که با بدن انسان او دفن شده بود، بازیابی کنند تا روح‌هایشان را به بدن همسایه تیفانی، جسی و دوست دخترش جید منتقل کنند، تیفانی با جسی تماس می‌گیرد و از او می‌خواهد که در ازای دریافت پول، دو عروسک را به هکنساک نیوجرسی (جایی که جسد چارلز در آنجا دفن شده است) ببرد. جسی که مشتاق است با جید فرار کند، این پیشنهاد را می‌پذیرد. عموی سختگیر جید، رئیس پلیس وارن کینکید کیسه ای از ماری جوانا را در ون جسی می‌گذارد، چاکی و تیفانی تله ای درست می‌کنند که چندین میخ روی صورت وارن فرومی‌رود سپس جسد او را در داخل ون پنهان می‌کنند، جسی و جید سفر خود را آغاز می‌کنند، در راه افسری بنام نورتون که ماری جوانا را در ون جسی پیدا می‌کند برای گزارش به ماشین گشت خود بازمی‌گردد، چاکی یک پیراهن را در مخزن بنزین ماشینش فرومی‌کند و آن را آتش می‌زند، ماشین با نورتون در داخل منفجر می‌شود و جسی و جید از صحنه فرار می‌کنند.
هر دو شروع به شک می‌کنند که یکی از آنها ممکن است باعث این حادثه شده باشد و شروع به بی‌اعتمادی به یکدیگر می‌کنند جسی و جید با وجود مشکلاتشان با هم ازدواج می‌کنند، و در راه که به هتلی می‌رسند زوج دیگری پول جسی را می‌دزدند تیفانی متوجه می‌شود و آنها را به قتل می‌رساند چاکی با دیدن این موضوع از تیفانی خواستگاری می‌کند، صبح روز بعد جسی و جید به همراه دوستشان دیوید، که پس از اینکه شب قبل هر دو جداگانه با او تماس گرفتند، به هتل آمدند و نگران بودند که آنها قاتل آن زوج باشند، دیوید به جسی و جید اطلاع می‌دهد که آنها مظنون اصلی این مرگ‌ها هستند، اما آنها می‌گویند هر دو بی‌گناه هستند، دیوید پس از یافتن جسد وارن در ماشینشان، آنها را با اسلحه نگه می‌دارد و به افسر پلیس هشدار می‌دهد، در همان لحظه عروسک‌ها زنده می‌شوند و باعث می‌شود دیوید به بزرگراه بیافتد و در آنجا زیر توسط یک کامیون کشته شود، جسی و جید با عروسک‌هایی که گروگانشان کردن به راه ادامه می‌دهند.
آنها برای فرار از پلیس یک ون بزرگ می‌دزدند و دو نفر از سرنشینانشان را می‌کشد، پس از یک سری اتفاقان فرعی جسی و جید بین چاکی و تیفانی دعوا می‌کنند، در این هیاهو، جید تیفانی را در اجاق می‌بندد، جسی چاکی را از پنجره بیرون می‌راند، و ون در یک گودال سقوط می‌کند، چاکی جید را مجبور می‌کند تا او را به قبرش ببرد در حالی که جسی با تیفانی دنبال می‌کند، جید با اطاعت از دستورها ی چاکی، گردنبندی که به جسد چارلز بود را از تابوت بیرون می‌آورد، سپس جسی با تیفانی ظاهر می‌شود و آنها گروگان‌ها را مبادله می‌کنند، اما چاکی چاقویی را به پشت جسی می‌اندازد، همان‌طور که چاکی افسون را آغاز می‌کند، تیفانی او را می‌بوسد و با چاقویش به او ضربه می‌زند، نبردی آغاز می‌شود و تیفانی پس از اصابت چاقو به قلبش توسط چاکی از بین می‌رود. جسی چاکی را با بیل به قبر خودش می‌اندازد و در همین حین بازرسی می‌رسد و چاکی را می‌بیند که در حال راه رفتن و صحبت در قبر است، جید اسلحه بازرس را می‌گیرد و چند بار به سینه چاکی شلیک می‌کند و او را می‌کشد.
پس از تماس با پلیس و اعلام بی گناهی جوانان، بازرس زوج را به خانه می‌فرستد، او بدن تیفانی را بررسی می‌کند و در حین اینکار او از خواب بیدار می‌شود و شروع به جیغ زدن می‌کند، چند ثانیه بعد نوزادی از بدنش در می‌آید بیرون و به بازرس حمله می‌کند و فیلم به پایان می‌رسد.

## بازیگران
- جنیفر تیلی
- براد دوریف
- کاترین هیگل
- آلکسیس آرکت
- گوردون مایکل وولوت
- جان ریتر
- بن باس
- جنت کیدر
- کتی ناجیمی

## دنباله
در سال ۲۰۰۴ دنباله این فیلم با عنوان «فرزند چاکی» منتشر شد.